# Phyllovates brasiliensis
Phyllovates brasiliensis är en bönsyrseart som beskrevs av Toledo Piza 1982. Phyllovates brasiliensis ingår i släktet Phyllovates och familjen Mantidae. Inga underarter finns listade i Catalogue of Life.